# Gyrophaena gentilis
Gyrophaena gentilis är en skalbaggsart som beskrevs av Wilhelm Ferdinand Erichson 1839. Gyrophaena gentilis ingår i släktet Gyrophaena, och familjen kortvingar. Arten är reproducerande i Sverige.